# الحق في الصحة

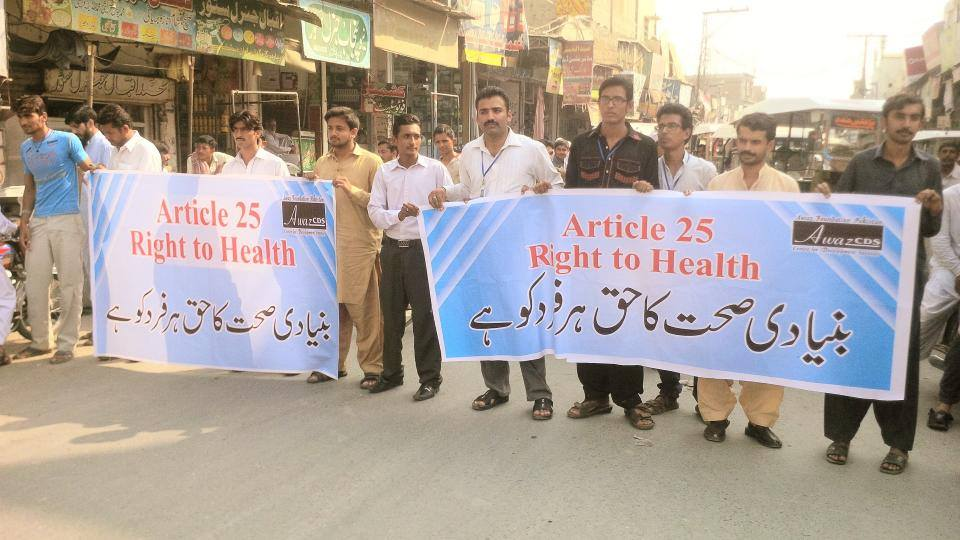
التجمع من أجل الحق في الصحة في باكستان.

الحق في الصحة هو الحق الاقتصادي والاجتماعي والثقافي في الحصول على الحد الأدنى من معايير الصحة العامة التي يحق لجميع الأفراد التمتع بها. ذُكر مفهوم حق الصحة في العديد من الاتفاقيات الدولية ومنها الإعلان العالمي لحقوق الإنسان، والعهد الدولي الخاص بالحقوق الاقتصادية والاجتماعية والثقافية، وفي اتفاقية حقوق الأشخاص ذوي الإعاقة. هناك جدل قائم حول تفسير الحق في الصحة وتطبيقه بسبب اعتبارات كتعريف الصحة، والحد الأدنى من الاستحقاقات التي يشملها الحق في الصحة، وما هي المؤسسات المسؤولة عن ضمان الحق في الصحة.

## التعريف

### دستور منظمة الصحة العالمية (1946)
تُعرِّف ديباجة دستور منظمة الصحة العالمية الصادر في عام 1946 الصحة على نطاق واسعٍ بأنها »حالة من الرفاه البدني والعقلي والاجتماعي التام، ولا تعبّر فقط عن غياب الوهن أو المرض«، ويعرف الدستور الحق في الصحة بأنه »التمتع بأعلى مستوى يمكن الوصول إليه من الصحة«، ويعدد أيضًا بعض مبادئ هذا الحق، كنمو الطفل بطريقة صحية، والنشر العادل للمعرفة الطبية وفوائدها، والتدابير الاجتماعية التي تقدمها الحكومة لضمان الحالة الصحية المناسبة.
يصف الكاتب فرانك بّي. غراد دستور منظم الصحة العالمية بأنه »يدعو إلى تأمين المجال الكامل للصحة العامة الدولية المعاصرة»، ما يثبت الحق في الصحة باعتباره «حقًا أساسيًا وغير قابل للمصادرة من حقوق الإنسان« لا يمكن للحكومات أن تحرم مواطنيها منه، بل على العكس، فهي ملزمة بحمايته ودعمه. يُعتبر تعريف دستور منظمة الصحة العالمية للحق في الصحة أول تحديد رسمي لهذا الحق في القانون الدولي.

### الإعلان العالمي لحقوق الإنسان (1948)
تنص المادة الخامسة والعشرون من الإعلان العالمي لحقوق الإنسان الصادر في عام 1948 عن الأمم المتحدة أنه »لكل شخص حقٌّ في مستوى معيشة يكفي لضمان الصحة والرفاهة له ولأسرته، وخصوصًا على صعيد المأكل، والملبس، والمسكن، والعناية الطبية، والخدمات الاجتماعية الضرورية«. يوفر الإعلان العالمي لحقوق الإنسان أيضًا تسهيلات إضافية للأمان في حالات الوهن الجسدي أو الإعاقة، وبشير بشكل خاص إلى الرعاية المقدمة لمن هم في مرحلة الأمومة أو الطفولة.
يُعتبر الإعلان العالمي لحقوق الإنسان أول إعلان دولي يُعنى بالحقوق الأساسية للإنسان، سواء كانت حريات أو استحقاقات. كتبت مفوض الأمم المتحدة السامي لحقوق الإنسان نافانيثيم بيلاي أن الإعلان العالمي لحقوق الإنسان »يتضمن رؤية تتطلب أخذ جميع الحقوق المدنية أو السياسية أو الاقتصادية أو الاجتماعية أو الثقافية للإنسان ككيان متكامل عضوي مترابط وغير قابل للتجزئة«، بالمثل، أكّدت صوفيا غراسكين، الباحثة في مجال الصحة وحقوق الإنسان، مع غيرها من الباحثين »تجاوزَ الطبيعة المترابطة للحقوق التي يعبر عنها الإعلان العالمي لحقوق الإنسان مسؤولية توفير الخدمات الصحية الأساسية لتشمل العوامل المحددة للصحة كتوفير التعليم الملائم، والسكن، والغذاء، وظروف العمل المواتية«، مُشيرة أيضًا إلى أن هذه العوامل هي بالأصل من حقوق الإنسان، وضرورية لسلامة صحته.

### الاتفاقية الدولية للقضاء على جميع أشكال التمييز العنصري (1965)
تتناول الاتفاقية الدولية للقضاء على جميع أشكال  التمييز العنصري، التي اعتُمدت في عام 1965 ودخلت حيز التنفيذ في عام 1969، موضوع الصحة بإيجاز، وتدعو الدول إلى »حظر التمييز العنصري والقضاء عليه بكافة أشكاله، وضمان حق كل إنسان، دون تمييز بسبب العرق أو اللون أو الأصل القومي أو الإثني، في المساواة أمام القانون«، وتشير بموجب هذا البند إلى »حق التمتع بخدمات الصحة العامة والرعاية الطبية والضمان الاجتماعي والخدمات الاجتماعية«.

### العهد الدولي الخاص بالحقوق الاقتصادية والاجتماعية والثقافية (1966)
تُعرّف الأمم المتحدة الحق في الصحة أيضًا في المادة الثانية عشر من العهد الدولي الخاص بالحقوق الاقتصادية والاجتماعية والثقافية لعام 1966، والذي ينص على ما يلي:
تقر الدول الأطراف في هذا العهد بحق كل إنسان في التمتع بأعلى مستوى من الصحة الجسمية والعقلية يمكن بلوغه. تشمل التدابير التي يتعين على الدول الأطراف في هذا العهد اتخاذها لتأمين الممارسة الكاملة لهذا الحق تلك التدابيرَ اللازمة من أجل:
العمل على خفض معدل وفيات المواليد ومعدل وفيات الرضع وتأمين نمو الطفل نموًا صحيًا،
تحسين جميع جوانب الصحة البيئية والصناعية،
الوقاية من الأمراض الوبائية والمتوطنة والمهنية والأمراض الأخرى وعلاجها ومكافحتها،
تهيئة ظروف من شأنها تأمين الخدمات الطبية والعناية الطبية للجميع في حالة المرض.

#### التعليق العام رقم 14 (2000)
أصدرت لجنة الحقوق الاقتصادية والاجتماعية والثقافية التابعة للأمم المتحدة في عام 2000 التعليق العام رقم 14، المُعنون بـ»القضايا الجوهرية التي ظهرت أثناء تنفيذ العهد الولي الخاص بالحقوق الاقتصادية والاجتماعية والثقافية« في ما يتعلق بالمادة 12 و»الحق في التمتع بأعلى مستوى من الصحة يمكن بلوغه«. يوفر التعليق العام لغة عملياتية أكثر وضوحًا بشأن الحريات والاستحقاقات المشمولة بموجب الحق في الصحة.
يقدم التعليق العام تعليقًا مباشرًا مفاده: »لا ينبغي فهم الحق في الصحة على أنه الحق في التمتع بصحة جيدة فقط. فالحق في الصحة يشمل حريات وحقوقًا على حد سواء. أما الحريات، فتتضمن حق الإنسان في التحكم بصحته وجسده وفقًا للموارد المتاحة للدولة، ومن الممكن أن يحول كلاهما دون الحق في أن يكون الإنسان بصحة جيدة لأسباب تتجاوز تأثير أو سلطة الدولة«. تعمل المادة الثانية عشرة على تكليف الدولة بالاعتراف بحق كل فرد بالتمتع بأفضل المعايير الممكنة للصحة، وتحدّد (جزئيًا على الأقل) »الحريات بدءًا من..«، و»الحقوق حتّى.. «المصاحبة لهذا الحق، ومع ذلك، فإنها لا تكلف الدولة بضمان تمتع جميع الأفراد بالصحة التامة، ولا أن يعترف الأفراد بالحقوق والفرص المذكورة في الحق في الصحة.

#### علاقته مع الحقوق الأخرى
يوضح التعليق العام رقم 14، تمامًا كما الإعلان العالمي لحقوق الإنسان، الطبيعةَ المترابطة لحقوق الإنسان، مشيرًا إلى »ارتباط الحق في الصحة بشكل وثيق مع تفعيل الحقوق الأخرى للإنسان ويعتمد عليها«، ما يؤكد أهمية تحقيق التقدم في الحقوق الأخرى كالحق في الغذاء، والعمل، والسكن، والحياة، وعدم التمييز، وكرامة الإنسان، وإمكانية الوصول، وغيرها، وصولًا إلى تفعيل الحق في الصحة. ويقر التعليق العام بالمثل بـ»اشتمال الحق في الصحة على مجموعة واسعة من العوامل الاجتماعية والاقتصادية التي تعزز الظروف التي يمكن أن يعيش الناس فيها حياة صحية، وتمتد إلى المحددات الأساسية للصحة«. ينص التعليق العام في هذا الصدد على أن الخطوات الواردة في المادة الثانية عشر والمحددة لإعمال الحق في الصحة هي خطوات غير حصرية وتوضيحية في طبيعتها.

#### الصلة الوثيقة بين الصحة وحقوق الإنسان
كان جوناثان مان بروفيسورًا في مركز فرانسوا كزافييه باغنود للصحة وحقوق الإنسان، وأستاذًا في علم الأوبئة والصحة الدولية في كليّة الصحة العامة في جامعة هارفارد ومعروفًا أيضًا بكونه رائدًا في مجال تعزيز الصحة العامة ومدافعًا عن الأخلاق وحقوق الإنسان، وهو أحد المدافعين عن النظرية القائلة إن العلاقة بين الصحة وحقوق الإنسان هي علاقة ميكانيكية غير قابلة للفصل.
يعتبر مان الصحة وحقوق الإنسان نهجين متكالملين تحدد من خلالهما رفاهية الإنسان وينهضان بها. أنشأ مان في عام 1994 مع زملائه »مجلة الصحة وحقوق الإنسان «تأكيدًا على الارتباط الوثيق بينهما.